# Radiační hybridní panel
Radiační hybridní panel udává umístění genů v genomu prostřednictvím RH mapy (typ genové mapy). Linie buněk obsahující určitý cizí chromozom se ozáří a jejich chromozomy se rozpadají. Následně se fúzují (spojování dvou a více chromozomů do jednoho) s linií recipienta (příjemce) a vytvoří klony, kde každý obsahuje část chromozomu zkoumaného druhu. Z klonů se izoluje DNA a pomocí PCR se zkoumá ve kterém klonu je přítomný daný gen. Jestliže detekujeme 2 geny ve stejném klonu, leží pravděpodobně blízko sebe.